# فک خزپوش خوآن فرناندز
فک خزپوش خوآن فرناندز (نام علمی: Arctocephalus philippii) نام یک گونه از سرده خرس‌سرها است.